# Movimento Autárquico de Independentes
O Movimento Autárquico de Independentes, abreviado como MAIS, é um Grupo de Cidadãos Eleitores (GCE) que surgiu no concelho de Mora (distrito de Évora, Alentejo), com vista à participação nas eleições autárquicas de 2025.

### História e Contexto
O MAIS surgiu no concelho de Mora em 2024, num contexto de crescente insatisfação de parte da população com a gestão autárquica tradicional, dominada pelas governações  do Partido Socialista (PS) e do Partido Comunista Português (PCP).
O anúncio público foi feito em setembro de 2024 nas redes sociais do Movimento, com a intenção de criar uma candidatura independente às eleições autárquicas de 2025. O MAIS destacou-se desde o início por procurar mobilizar cidadãos de diferentes sensibilidades políticas e profissionais, com o objetivo de construir uma alternativa local assente na união e não na lógica partidária.
A fundação do movimento foi liderada por João Marques, antigo vereador em regime de substituição na Câmara Municipal de Mora e figura com forte envolvimento no associativismo local. A sua passagem pela vereação municipal permitiu-lhe ganhar experiência em matérias como cultura, desporto, proteção civil e iniciativas comunitárias, experiência que viria a ser apontada como um dos alicerces para a criação do MAIS.
Desde os primeiros meses, o movimento organizou uma campanha de comunicação digital através de redes sociais e do seu site oficial. Esta estratégia foi orientada não apenas para consolidar a formalização da candidatura junto do Tribunal de Arraiolos, mas também para fomentar a participação cívica, permitindo que os moradores apresentassem propostas diretamente à equipa do movimento.
Entre os fatores que motivaram o desenvolvimento do MAIS destacam-se:
- a perceção de afastamento entre os partidos tradicionais e os problemas concretos do concelho;
- a vontade de integrar jovens, empresários, agricultores e profissionais de diferentes áreas na vida política local;
- a defesa de um projeto autárquico enraizado na identidade do Concelho, sem dependência de estruturas partidárias distritais ou nacionais.

Em fevereiro de 2025, João Marques foi formalmente apresentado como candidato do movimento à Câmara Municipal de Mora. Nessa altura, o MAIS consolidou o seu posicionamento em torno de temas como a habitação, a fixação de jovens no concelho, a dinamização do tecido económico e turístico, e a aposta em políticas de proximidade.
O desenvolvimento do movimento insere-se, assim, numa tendência mais ampla de emergência de grupos de cidadãos eleitores em Portugal, que, no plano local, procuram afirmar-se como alternativa à lógica partidária tradicional.

### Filosofia e Estrutura[1]
O MAIS define-se como um grupo de cidadãos eleitores de carácter apartidário, cuja filosofia central assenta na ideia de que “a ideologia é o Concelho de Mora”. O movimento não se posiciona segundo os tradicionais eixos de esquerda-direita, apresentando-se antes como uma plataforma de união sincrética que procura integrar diferentes sensibilidades políticas, sociais e profissionais.
A filosofia do MAIS parte do princípio de que os problemas locais devem ser resolvidos com base no conhecimento direto do território e das suas necessidades, e não através de diretrizes ou programas definidos nas sedes dos partidos. Neste sentido, a organização sustenta que a diversidade de experiências de vida dos seus membros constitui uma vantagem, permitindo integrar perspetivas complementares na definição de soluções para o concelho.
Do ponto de vista estrutural, o movimento organiza-se enquanto Grupo de Cidadãos Eleitores (GCE), figura legal prevista na legislação eleitoral portuguesa que permite a apresentação de candidaturas independentes nas autarquias. A sua base é composta por membros e simpatizantes que subscrevem o projeto, sem filiação partidária obrigatória e sem hierarquia formal de tipo partidário. O movimento aposta fortemente na participação cívica, abrindo canais de comunicação digital e encontros presenciais para recolher propostas da população, que são depois incorporadas no programa eleitoral.
No plano ideológico, o MAIS assume como valores fundamentais:
- Coesão:
- Credibilidade:
- Honestidade:
- Inovação:
- Independência:
- Transparência: compromisso com a clareza na gestão das contas públicas e processos de decisão.

O movimento posiciona-se, assim, como uma alternativa à lógica partidária clássica, procurando conciliar pragmatismo na gestão pública com uma filosofia de participação comunitária e de valorização do território.

### Ativação Pública e Presença Digital
O movimento mantém presença online através de um site oficial e redes sociais, como Instagram e Facebook. No site, além da apresentação dos candidatos, é possível submeter ideias para o projeto e consultar notícias e agenda. A atividade digital também se reflete na recolha de assinaturas para formalizar a candidatura.
1. ↑  «maismora2025» (em inglês). Consultado em 17 de agosto de 2025